# Hypena perdticipennis
Hypena perdticipennis är en fjärilsart som beskrevs av George Francis Hampson 1898. Hypena perdticipennis ingår i släktet Hypena och familjen nattflyn. Inga underarter finns listade i Catalogue of Life.